# Euploea hortensia
Euploea hortensia är en fjärilsart som beskrevs av Hans Fruhstorfer 1910. Euploea hortensia ingår i släktet Euploea och familjen praktfjärilar. Inga underarter finns listade i Catalogue of Life.